# Tiens bon la rampe, Jerry
Pour plus de détails, voir Fiche technique et Distribution.
Tiens bon la rampe, Jerry (titre original : Way... Way Out) est un film américain réalisé par Gordon Douglas, sorti en 1966.

## Synopsis
Peter Mettemore (Jerry Lewis), cosmonaute américain, rencontre Anna Soblova (Anita Ekberg), cosmonaute russe, sur la Lune. Tous deux ont des problèmes de cœur. Peter voudrait transformer son mariage blanc avec Eileen Forbes (Connie Stevens) en véritable amour et Anna aimerait que son amant, Igor (Dick Shawn) l'épouse…

## Fiche technique
- Titre original : Way... Way Out
- Réalisation : Gordon Douglas, assisté de Ray Kellogg
- Scénario : William Bowers, Lázló Vadnay
- Chef opérateur : William H. Clothier
- Musique : Lalo Schifrin
- Décors : Stuart A. Reiss, Walter M. Scott
- Costumes : Moss Mabry
- Production : Malcolm Stuart
- Distribution : 20th Century Fox
- Pays de production :  États-Unis
- Langue : Anglais
- Durée : 106 minutes
- Date de sortie :
  - États-Unis : 26 octobre 1966
- Affiche : Boris Grinsson (France)

## Distribution
- Jerry Lewis (VF : Michel Roux) : Peter Mattemore
- Connie Stevens (VF : Jeanine Freson) : Eileen Forbes
- Anita Ekberg : Anna Soblova
- Dick Shawn : Igor Baklenikov
- Robert Morley (VF : Henri Virlojeux) : Harold Quonset
- Dennis Weaver : (VF : Jacques Balutin) : Hoffman
- Howard Morris : (VF : Philippe Dumat) : Schmidlap
- Brian Keith : (VF : Jean Michaud) : Général 'Howling Bull' Hallenby
- William O'Connell (VF : Guy Piérauld) : Ponsonby
- Bobo Lewis (en) : Esther Davenport
- Sig Ruman : le délégué russe
- Milton Frome (en) : le délégué américain
- Alexander D'Arcy : Deuce Hawkins
- Linda Harrison : Peggy
- James Brolin : (VF : Jacques Deschamps) : Ted Robertson